# ロブスター (映画)
『ロブスター』（原題:The Lobster）は、ギリシャ・フランス・アイルランド・オランダ・イギリス合作の2015年のSF恋愛映画。監督はヨルゴス・ランティモス。同監督初の英語作品であり、第68回カンヌ国際映画祭において審査員賞を受賞している。

## ストーリー
家庭を持ち、子孫を残すことが義務付けられた近未来。妻に捨てられてしまった男デイヴィッドは街のルールに従い、はずれにあるホテルへと送られる。そこでは45日以内に自分の配偶者となる人を見つけなければならず、見つけられなかった場合は動物に姿を変えられてしまうという運命が待っていた。ホテルの支配人に、「なりたい動物」を聞かれたデイヴィッドは、ロブスターと応える。
デイヴィッドは他の参加者と共に配偶者となる人を見つけようとするがうまくいかず、独身者の暮らす森へと逃げ込む。森では独身者のリーダーが決めた「恋愛禁止」のルールがあったが、彼はそれを破り、独身者の一人である"近眼の女"と恋に落ちてしまう。

## キャスト
※括弧内は日本語吹替
- デヴィッド - コリン・ファレル（竹内想）
- 近視の女 - レイチェル・ワイズ（浅井晴美）
- 独身者たちのリーダー - レア・セドゥ（勝田詩織）
- メイド - アリアーヌ・ラベド（英語版）（笹島かほる）
- 滑舌の悪い男（ロバート） - ジョン・C・ライリー（菊池康弘）
- 足の悪い男（ジョン） - ベン・ウィショー（長谷部忠）
- 鼻血を出す女 - ジェシカ・バーデン（英語版）
- ホテルのマネージャー - オリヴィア・コールマン
- 薄情な女 - アンゲリキ・パプリア（英語版）
- 独身者 - マイケル・スマイリー（英語版）
- 医者 - ロジャー・アシュトン＝グリフィス（英語版）
- ホテルの警備員 - イーウェン・マッキントッシュ（英語版）

## 製作
本作品の主要撮影は2014年3月24日に始まり、同年5月9日に終了した。撮影は全てアイルランドのダブリンとケリー県で行われた。
主演のコリン・ファレルは役作りのために40ポンド増量した。
ジェイソン・クラークが主役にキャスティングされていたが、スケジュールの都合で降板した。

## マーケティングと配給
2014年5月、ソニー・ピクチャーズ エンタテインメントがオーストラリア、ニュージーランド、ヨーロッパおよび南米における本作品の映画配給権を獲得したことが発表され、それに伴い、主演のコリン・ファレル、ジョン・C・ライリー、ベン・ウィショーら3人が登場するシーンのスチル写真が公開された。
翌2015年にはアルケミー社がアメリカでの映画配給権を獲得し、2016年3月11日に公開することが決定された。
その後、アルケミーの財政難により、代わりにA24がアメリカでの配給権を獲得した。 それにより、公開日が2016年5月13日に変更された。

## 公開後の反応

### 批評
映画批評集積サイトRotten Tomatoesは55件もの批評家達からのレビューに基づき、満足度91%、平均スコア7.6/10という評価を下した。サイトでは批評家の総意として、本作品を「野心的でぞっとするほど奇妙であり、間違いなく見るたびに好きになっていく作品だ」としたうえで、「ヨルゴス・ランティモスの風変わりな感性が観客に理解されるためには、この作品が健全で映画として楽しめるものであることを示す必要がある」と評している。Metacriticでは11件もの批評家からのレビューを基に80/100の加重平均値を打ち出し、サイトではおおむね好意的なレビューが寄せられた。

### 受賞とノミネート
| 映画祭・賞                         | 部門                                                    | 候補者                                                                   | 結果       |
| ---------------------------------- | ------------------------------------------------------- | ------------------------------------------------------------------------ | ---------- |
| 第18回英国インディペンデント映画賞 | 作品賞                                                  | ロブスター                                                               | ノミネート |
| 第18回英国インディペンデント映画賞 | 監督賞                                                  | ヨルゴス・ランティモス                                                   | ノミネート |
| 第18回英国インディペンデント映画賞 | 主演男優賞                                              | コリン・ファレル                                                         | ノミネート |
| 第18回英国インディペンデント映画賞 | 助演男優賞                                              | ベン・ウィショー                                                         | ノミネート |
| 第18回英国インディペンデント映画賞 | 助演女優賞                                              | オリヴィア・コールマン                                                   | 受賞       |
| 第18回英国インディペンデント映画賞 | 製作者賞                                                | セシー・デンプシー、エド・ギニー、リー・マギデイ、ヨルゴス・ランティモス | ノミネート |
| 第18回英国インディペンデント映画賞 | 脚本賞                                                  | エフティミス・フィリップ、ヨルゴス・ランティモス                         | ノミネート |
| 第68回カンヌ国際映画祭             | パルム・ドール                                          | ロブスター                                                               | ノミネート |
| 第68回カンヌ国際映画祭             | 審査員賞                                                | ロブスター                                                               | 受賞       |
| 第68回カンヌ国際映画祭             | クィア・パルム - 特別表彰                               | ロブスター                                                               | 受賞       |
| 第68回カンヌ国際映画祭             | パルム・ドッグ賞 - 審査員賞                             | ボブ                                                                     | 受賞       |
| ロンドン映画批評家協会賞           | 作品賞                                                  | ロブスター                                                               | ノミネート |
| ロンドン映画批評家協会賞           | 男優賞                                                  | コリン・ファレル                                                         | ノミネート |
| ロンドン映画批評家協会賞           | 助演女優賞                                              | オリヴィア・コールマン                                                   | ノミネート |
| 第19回オンライン映画批評家協会賞   | 非アメリカ映画作品賞                                    | ロブスター                                                               | 受賞       |
| ロッテルダム国際映画祭             | ARTE International Prize for Best CineMart 2013 Project | ロブスター                                                               | 受賞       |
| 第74回ゴールデングローブ賞         | 主演男優賞 (ミュージカル・コメディ部門)                 | コリン・ファレル                                                         | ノミネート |